# Eishockey-Bundesliga (Österreich) 1993/94
Die Österreichische Eishockeyliga 1993/94 wurde mit vier Vereinen ausgetragen. Meister wurde zum fünften Mal in der Vereinsgeschichte Titelverteidiger VEU Feldkirch, der sich im Finale gegen den EC Graz durchsetzte.

## Teilnehmerfeld und Modus
Im Vergleich zum Vorjahr schrumpfte das Teilnehmerfeld von sechs auf vier Mannschaften, da der EV Innsbruck und der EK Zell am See den Gang in die zweite Liga angetreten hatten. Die vier Mannschaften waren zuvor in der Alpenliga angetreten (siehe Alpenliga 1993/94). Im Grunddurchgang spielten die Vereine je sechsmal gegeneinander, wobei Graz als bester Verein der Alpenliga mit drei Bonuspunkten startete, Feldkirch als zweitbester Verein mit zwei und der KAC als drittbester mit einem. Die Play-off-Begegnungen wurden im Best-of-Five-Modus ausgetragen.

## Grunddurchgang

### Tabelle nach dem Grunddurchgang
| Platz | Team          | Spiele | W  | T | L  | Tordifferenz | Punkte (Bonuspunkte) |
| ----- | ------------- | ------ | -- | - | -- | ------------ | -------------------- |
| 1     | EC Graz       | 18     | 10 | 2 | 6  | 67:50        | 25 (3)               |
| 2     | EC VSV        | 18     | 8  | 4 | 6  | 66:61        | 20 (0)               |
| 3     | VEU Feldkirch | 18     | 7  | 3 | 8  | 54:62        | 19 (2)               |
| 4     | EC KAC        | 18     | 5  | 3 | 10 | 53:67        | 14 (1)               |

## Playoffs

### Halbfinale
| Serie                          | Endstand | Spiel 1 | Spiel 2 | Spiel 3 | Spiel 4 | Spiel 5 |
| ------------------------------ | -------- | ------- | ------- | ------- | ------- | ------- |
| EC Graz (1) – KAC (4)          | 3:2      | 5:2     | 6:0     | 2:4     | 1:5     | 4:2     |
| EC VSV (2) – VEU Feldkirch (3) | 2:3      | 8:4     | 5:8     | 7:6     | 2:6     | 2:5     |

### Finale
| Serie                           | Endstand | Spiel 1 | Spiel 2 | Spiel 3 | Spiel 4 | Spiel 5 |
| ------------------------------- | -------- | ------- | ------- | ------- | ------- | ------- |
| EC Graz (1) – VEU Feldkirch (3) | 1:3      | 1:3     | 6:2     | 1:5     | 1:3     |         |

Mit dem 3:1-Sieg in der Finalserie verteidigte die VEU Feldkirch erfolgreich ihren Titel aus dem Vorjahr und sicherte sich gleichzeitig den fünften Meistertitel der Vereinsgeschichte.

## Meisterschaftsendstand
| Platz | Team          |
| ----- | ------------- |
| 1.    | VEU Feldkirch |
| 2.    | EC Graz       |
| 3.    | EC VSV        |
| 4.    | EC KAC        |

## Kader des österreichischen Meisters
| Österreichischer Meister VEU Feldkirch | Torhüter: Claus Dalpiaz, Reinhard Divis Verteidiger: Konrad Dorn, Jeff Geiger, Karl Heinzle, Michael Lampert, Tom Searle, Michael Shea, Wolfgang Strauss Angreifer: Fritz Ganster, Bengt-Åke Gustafsson, Siegfried Haberl, Rick Nasheim, Gerhard Puschnik, Thomas Rundqvist, Bernd Schmidle, Simon Wheeldon Trainer: |